# Michał Bąbos
Michał Bąbos (ur. 18 sierpnia 1993 w Tomaszowie Mazowieckim) – polski zawodnik karate WKF pochodzący z Lubochni, brązowy medalista World Games 2017 oraz Igrzyska Europejskie 2023, ośmiokrotny mistrz Polski seniorów, brązowy medalista turnieju z cyklu Karate 1. Absolwent Akademii Wychowania Fizycznego we Wrocławiu.
Zawodnik klubów: Bonsai Tomaszów Mazowiecki (2005–2012) oraz AZS UP Wrocław (od 2013).

## Kariera sportowa
Członek Kadry Narodowej od 2009 roku. Czterokrotnie reprezentował Polskę na Mistrzostwach Świata Karate WKF: World Karate Championships 2012 w Paryżu (9 miejsce), Bremen 2014, Linz 2016 i Madryt 2018. Najwyższy rezultat w Mistrzostwach Europy to: 7 miejsce w roku 2016 (Montpellier) oraz 7 miejsce w roku 2013 (Istambuł). Największe osiągnięcia to zdobycie 3 miejsca w konkurencji kumite kat, -84kg na Igrzyskach Europejskich 2023 oraz w konkurencji kumite kat, +84 kg na igrzyskach sportów nieolimpijskich World Games 2017 w kategorii kumite powyżej 84 kg oraz zdobycie 3 miejsca na turnieju z cyklu Karate 1 (Toledo 2017).